# Leucosyke quadrinervia
Leucosyke quadrinervia là loài thực vật có hoa trong họ Tầm ma. Loài này được C.B. Rob. mô tả khoa học đầu tiên năm 1911.